# МИР-19
«МИР 19» — потенциальное средство для лечения COVID-19, находящееся на стадии клинических исследований. Разработчик — ФГБУ ГНЦ «Институт иммунологии» ФМБА России. Первоначальное производство препарата осуществляется в ФГУП СПбНИИВС ФМБА России. Препарат основан на технологии малых интерферирующих РНК (миРНК). Препарат содержит миРНК siR-7-EM, предположительно обладающую противовирусным действием за счёт блокирования гена, кодирующего РНК-зависимую РНК-полимеразу (RdRp) вируса SARS-CoV-2, и дендримерный пептид KK-46, способствующий поглощению основного действующего вещества клетками. Для стабилизации молекулы миРНК и предотвращения биоразложения в неё включили замкнутые нуклеиновые кислоты. В качестве вектора используется плазмида pVAX-1.
Согласно заявлениям разработчиков, препарат эффективен против всех известных штаммов SARS-CoV-2, включая штамм дельта. Также по утверждениям разработчиков в экспериментах на животных вирусная нагрузка при применении препарата снижалась в 10 000 раз (точнее, снижение количества вируса в культуре клеток in vitro).
Препарат предполагает ингаляционное и/или интраназальное введение, и предназначен для предотвращения развития тяжелых форм заболевания через блокирование репликации вируса SARS-CoV-2.

## Испытания и регистрация
Согласно доклиническим испытаниям, опубликованным в журнале Allergy, у сирийских хомяков, которые вдыхали препарат, на второй день после заражения в легких было в 50 раз меньше частиц коронавируса[какого?], чем у тех, кто не получал лечения. Воспаление легких у инфицированных хомяков, получавших «МИР 19», также было не таким серьезным, как у хомяков из контрольной группы.
Клинические испытания препарата первой фазы предполагалось завершить в марте 2021 года. По состоянию на сентябрь 2021 был завершен набор во вторую фазу клинических исследований. 19 октября оперативный штаб по борьбе с COVID-19 в РФ сообщил о завершении второй фазы исследований и подаче документов на регистрацию препарата.
Зарегистрирован Министерством здравоохранения РФ 22 декабря 2021 года, регистрационное удостоверение № ЛП-007720.
Название «МИР 19» обозначено знаком ®, т. е. его употребление и написание защищено товарным знаком[значимость факта?]. Само название образовано из аббревиатуры «малые интерферирующие РНК» и «COVID-19».
21 января 2022 года была подана заявка на начало пострегистрационных исследований препарата на 1000 добровольцах в амбулаторных условиях на ранних стадиях заболевания.
15 августа 2022 глава ФМБА заявила о завершении клинических испытаний препарата. Выход препарата на рынок ожидается в конце августа.

## Описание
Выпускается комплектом состоящим из 4 флаконов:
- действующее вещество: лиофилизат миРНК siRk-12 — 88 мкг;
- вспомогательное вещество: таблетированный лиофилизат пептида КК-46 — 1,762 мг;
- 2 флакона по 2,5 мл растворителя для основного и вспомогательного веществ, фосфатно-солевого буферного раствора следующего состава:

NaCl — 20 мг;
натрий фосфорнокислый 2-замещённый 12-водный (Na2HPO4⋅12H2O) — 8,95 мг;
калий фосфорнокислый однозамещённый (KH2PO4) — 0,6 мг;
KCl — 0,5 мг;
вода для инъекций — до 2,5 мл.
Препарат разводится и смешивается за 30 минут до использования, при разведении и готовый раствор не подлежат встряхиванию. Предназначено для лиц 18-65 лет в условиях стационарного лечения. Применяется ингаляционно только при помощи разновидности небулайзера — меш-ингалятора. Условия холодовой цепи: 2-8 °С, не подлежит замораживанию.